# Бронгалівка
Бронгалі́вка —  село в Україні, у Підгаєцькій міській громаді, Тернопільського району Тернопільської області. Розташоване в південній частині району. До 1990 року належало до Теребовлянського району.
Адміністративний центр колишньої Бронгалівської сільради, якій були підпорядковані села Вага та Михайлівка. 
До села приєднано хутір Дубняки. Населення — 121 особа (2003).

## Історія
Відоме від початку 19 століття. Ймовірно, назва походить від першого жителя Грегорша Бронгаля. Тодішня назва — Бекерсдорф.
Працювали читальня товариства «Просвіта» (1907-1939), гуртки «Сільського господаря» та самоосвіти.
Від вересня 1939 р. село — під радянською владою. З липня 1941 р. жителі сіл Бронгалівка і Михайлівка захопили у полон 18 червоноармійців, під час проведення цієї акції загинув член ОУН Лемішка.
Від 5 липня 1941 р. до 21 липня 1944 р. — під нацистською окупацією. До ОУН та УПА належали Ілько Бродич (р. н. невід.), Павло Бурбела (1914 р. н.), Григорій Василишин (р. н. невід.), Марія Власюк (р. н. невід.), Ярослав Гамалай (р. н.
невід.), Марія Голояд (р. н. невід.), Павло Давосир (1914 р. н.), Володимир Кульчицький (1919 р. н.), Матвій Лемішка
(1876 р. н.), Петро Милюзина (р. н. невід.), Розалія Савіцька (р. н. невід.), Андрій Фіґоль (1905 р. н.).
12 червня 2020 року, відповідно до розпорядження Кабінету Міністрів України № 724-р «Про визначення адміністративних центрів та затвердження територій територіальних громад Тернопільської області» увійшло до складу Підгаєцької міської громади.
19 липня 2020 року, в результаті адміністративно-територіальної реформи та ліквідації Теребовлянського району, село увійшло до складу Тернопільського району.
У селі народилися:
- громадський діяч М. Голіяд (у 1907 р. заснував читальню «Просвіти»),
- Микола Фіголь (1924—1993) — український журналіст, громадський діяч .

## Населення
За переписом населення України 2001 року в селі мешкало 117 осіб. 100 % населення вказало своєю рідною мовою українську мову.

## Храми
- церква Покрови Пресвятої Богородиці (1994, мурована; освячена 2013).

## Соціальна сфера
Діють ЗОШ 1–2 ступенів, бібліотека, клуб, фельдшерський пункт, дитячий садок «Джерельце», торгові заклади.

## Галерея

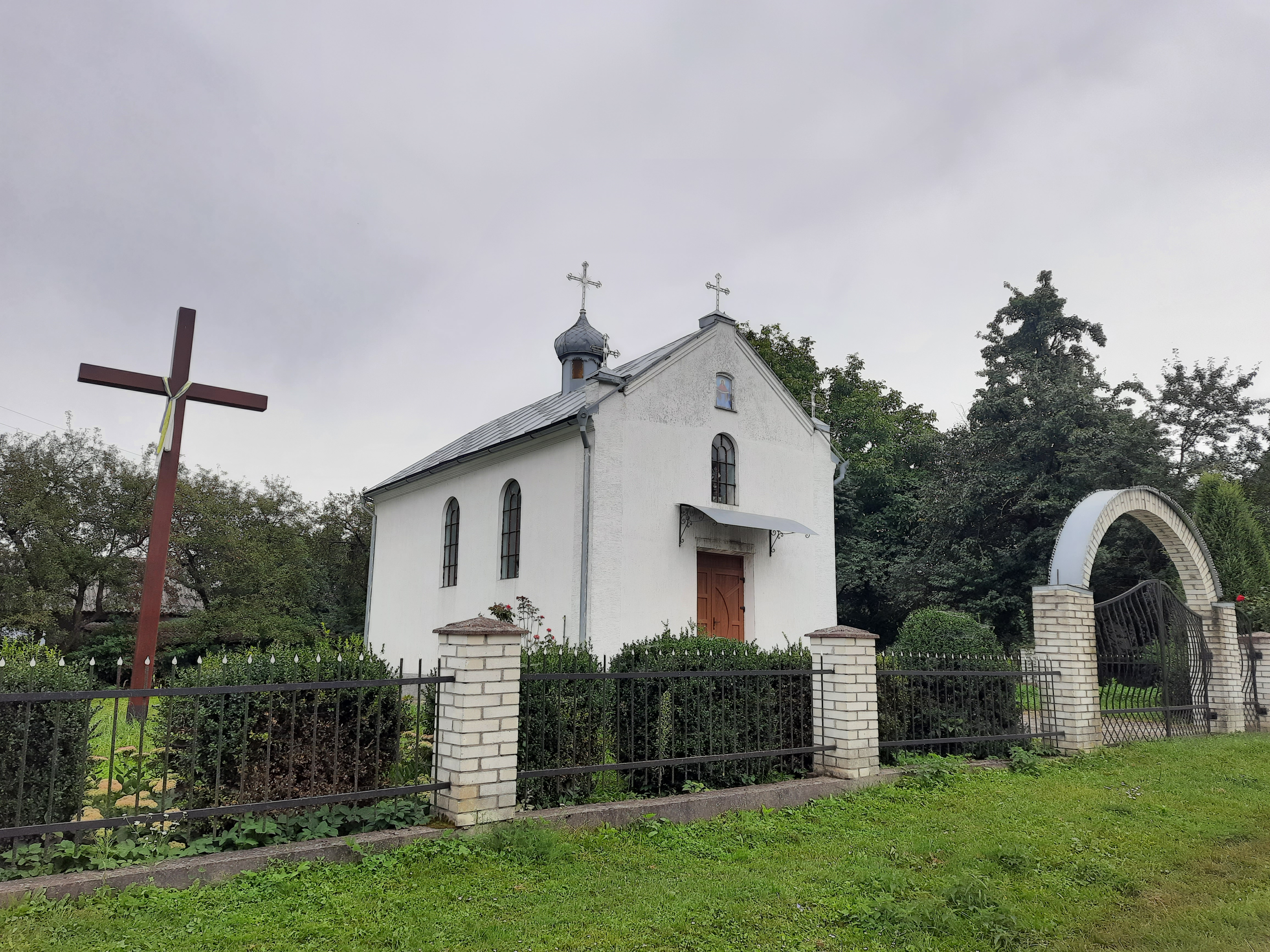
Церква Покрови Пресвятої Богородиці
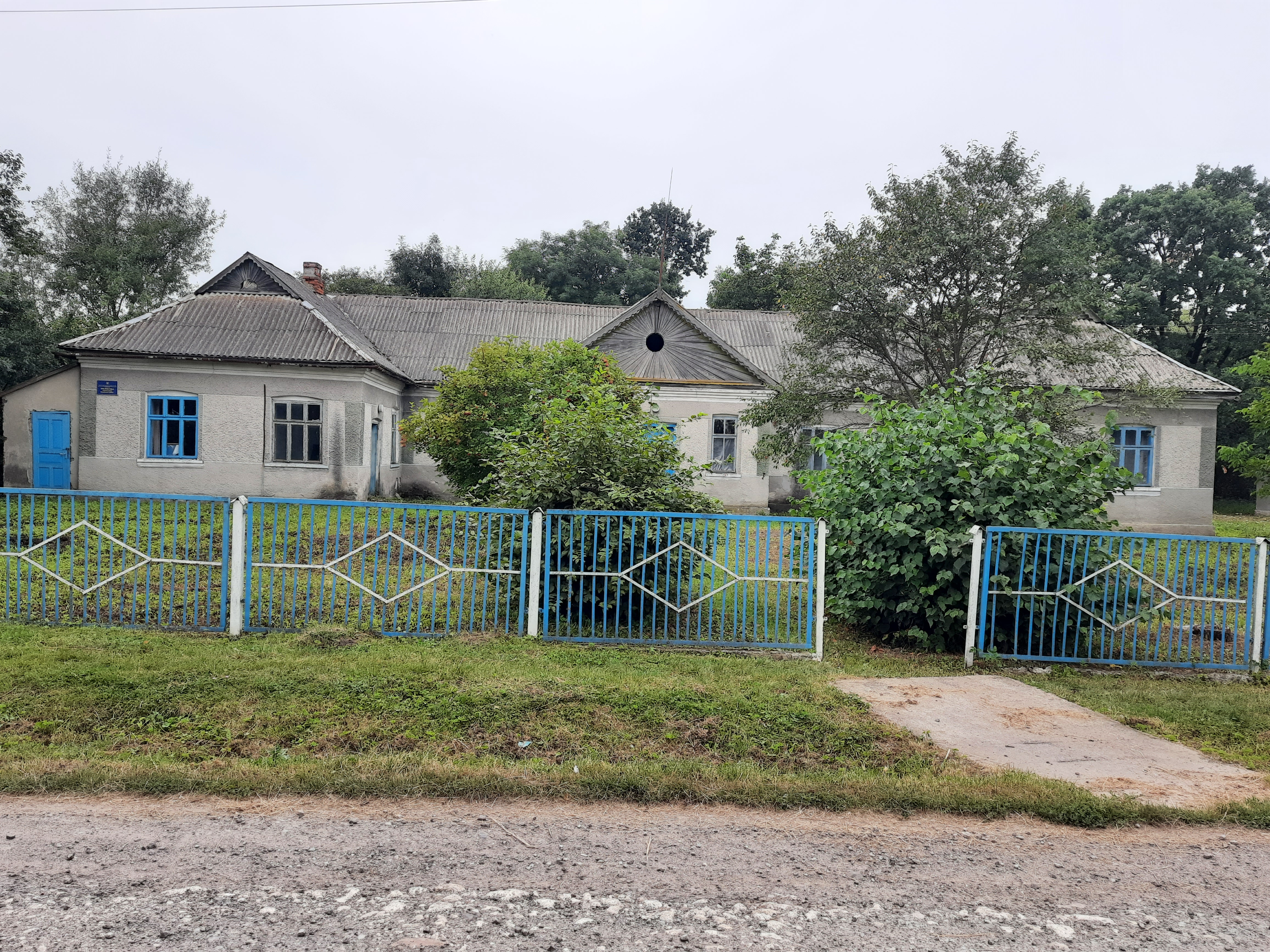
Клуб
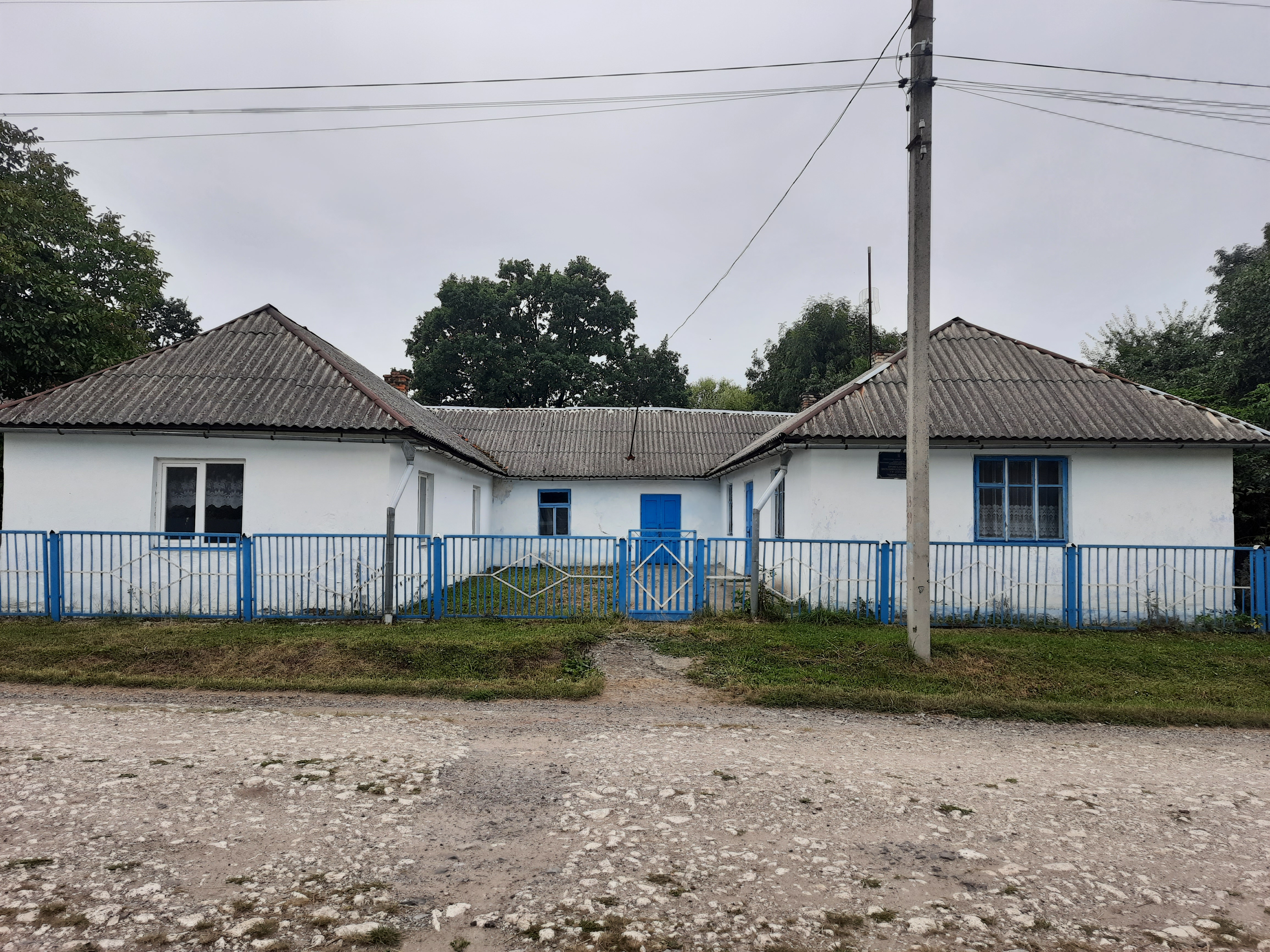
Школа
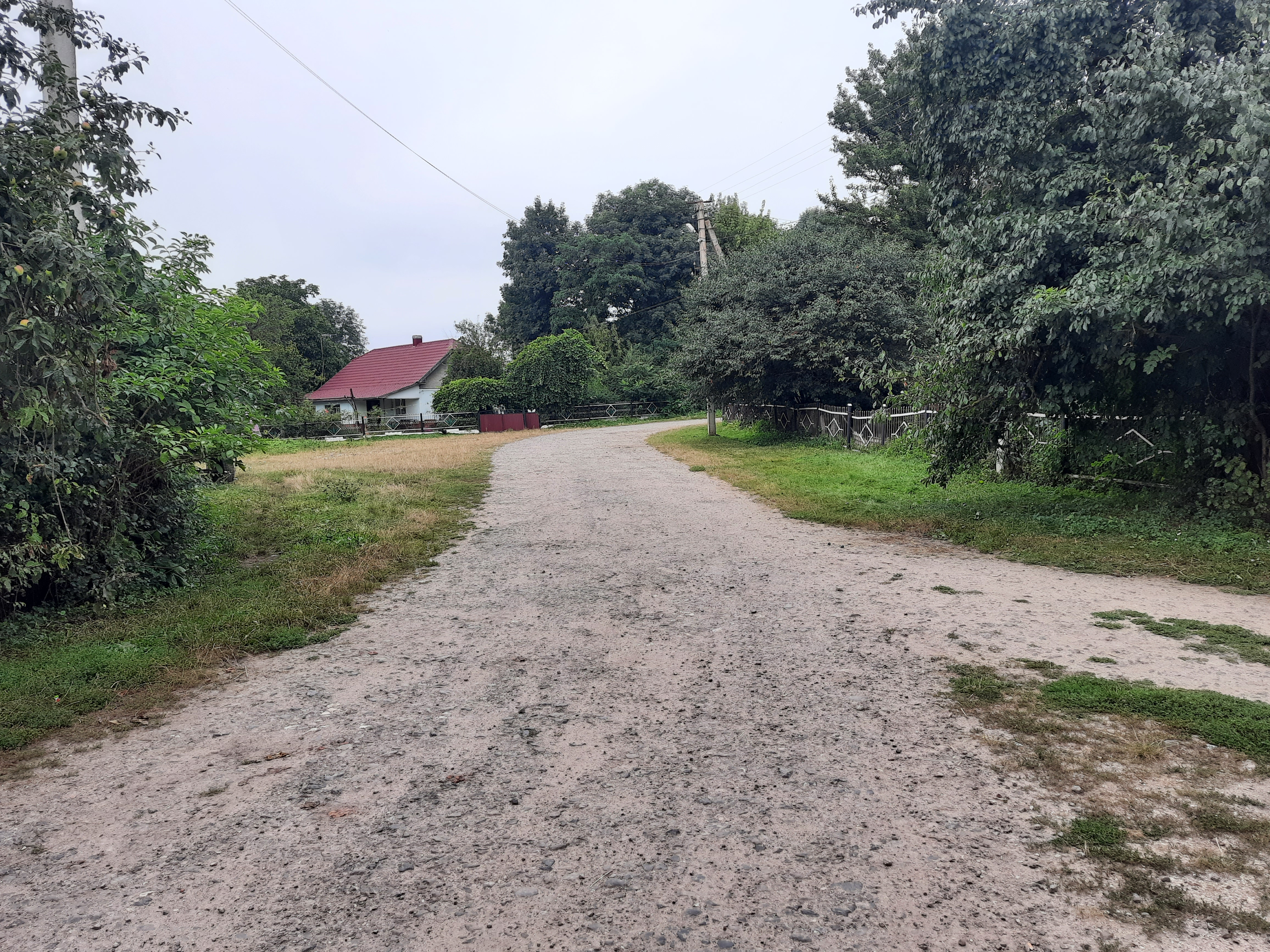
Сільська вулиця